# Chrysotus integer
Chrysotus integer är en tvåvingeart som beskrevs av Robinson 1975. Chrysotus integer ingår i släktet Chrysotus och familjen styltflugor.
Artens utbredningsområde är Dominica. Inga underarter finns listade i Catalogue of Life.